# Liphistius
Liphistius — рід базальних павуків родини Liphistiidae. Поширені в Південно-Східній Азії.

## Опис
Довжина тіла самиці коливається від 9 до 29 мм; самці трохи дрібніші. Вони живуть у норах на берегах, на стінах деяких печер і, ймовірно, у лісах. Нору закривають тонкими круглими плетеними дверцятами, які прикривають землею та мохом. У той час як вони проводять день глибоко в своїх норах, вночі вони чекають прямо під дверима комах, мокриць та інших безхребетних, які спотикаються об одну з семи шовкових ниток, що прокладені від входу. Не покидаючи нірки, павуки штовхають дверцята й захоплюють здобич.

## Види
Станом на  2024, World Spider Catalog включає до роду 82 види:
- Liphistius albipes(інші мови) Schwendinger, 1995 — Таїланд;
- Liphistius batuensis(інші мови) Abraham, 1923 — Малайзія;
- Liphistius bicoloripes(інші мови) Ono, 1988 — Таїланд;
- Liphistius birmanicus(інші мови) Thorell, 1897 — М'янма;
- Liphistius bristowei(інші мови) Platnick & Sedgwick, 1984 — Таїланд;
- Liphistius buran(інші мови) Schwendinger, 2019 — Малайзія;
- Liphistius buyphradi(інші мови) Sivayyapram & Warrit, 2024 — Таїланд;
- Liphistius castaneus(інші мови) Schwendinger, 1995 — Таїланд;
- Liphistius champakpheaw(інші мови) Sivayyapram & Warrit, 2024 — Таїланд;
- Liphistius chang(інші мови) Tanikawa & Petcharad, 2023 — Таїланд;
- Liphistius choosaki(інші мови) Sivayyapram & Warrit, 2024 — Таїланд;
- Liphistius cupreus(інші мови) (Schwendinger & Huber, 2022) — М'янма;
- Liphistius dangrek(інші мови) Schwendinger, 1996 — Таїланд;
- Liphistius dawei(інші мови) Sivayyapram & Warrit, 2024 — М'янма;
- Liphistius desultor(інші мови) Schiödte, 1849 (type species) — Малайзія;
- Liphistius endau(інші мови) Sedgwick & Platnick, 1987 — Малайзія;
- Liphistius erawan(інші мови) Schwendinger, 1996 — Таїланд;
- Liphistius ferox(інші мови) (Schwendinger & Huber, 2022) — М'янма;
- Liphistius fuscus(інші мови) Schwendinger, 1995 — Таїланд;
- Liphistius gracilis(інші мови) Schwendinger, 2017 — Малайзія;
- Liphistius hatyai(інші мови) (Zhan & Xu, 2022) — Таїланд;
- Liphistius hintung(інші мови) Sivayyapram & Warrit, 2024 — Таїланд;
- Liphistius hpruso(інші мови) Aung, Xu, Lwin, Sang, Yu, H. Liu, F. X. Liu & Li, 2019 — М'янма;
- Liphistius indra(інші мови) Schwendinger, 2017 — Малайзія;
- Liphistius inthanon(інші мови) (Zhan & Xu, 2022) — Таїланд;
- Liphistius isan(інші мови) Schwendinger, 1998 — Таїланд, Лаос;
- Liphistius jarujini(інші мови) Ono, 1988 — Таїланд;
- Liphistius johore(інші мови) Platnick & Sedgwick, 1984 — Малайзія;
- Liphistius kaengkhoi(інші мови) Sivayyapram & Warrit, 2024 — Таїланд;
- Liphistius kalaw(інші мови) Zhan & Xu, 2024 — М'янма;
- Liphistius kanpetlet(інші мови) Zhan & Xu, 2024 — М'янма;
- Liphistius kanthan(інші мови) Platnick, 1997 — Малайзія;
- Liphistius keeratikiati(інші мови) (Zhan & Xu, 2022) — Таїланд;
- Liphistius lahu(інші мови) Schwendinger, 1998 — Таїланд;
- Liphistius langkawi(інші мови) Platnick & Sedgwick, 1984 — Малайзія;
- Liphistius lannaianus(інші мови) Schwendinger, 1990 — Таїланд;
- Liphistius lansak(інші мови) Sivayyapram & Warrit, 2024 — Таїланд;
- Liphistius laoticus(інші мови) Schwendinger, 2013 — Лаос;
- Liphistius laruticus(інші мови) Schwendinger, 1997 — Малайзія;
- Liphistius linang(інші мови) Schwendinger, 2017 — Малайзія;
- Liphistius liz Lin & Li, 2023 — Китай;
- Liphistius lordae(інші мови) Platnick & Sedgwick, 1984 — М'янма;
- Liphistius maewongensis(інші мови) Sivayyapram, Smith, Weingdow & Warrit, 2017 — Таїланд;
- Liphistius malayanus(інші мови) Abraham, 1923 — Малайзія;
- Liphistius marginatus(інші мови) Schwendinger, 1990 — Таїланд;
- Liphistius metopiae(інші мови) Schwendinger, 2022 — Таїланд;
- Liphistius murphyorum(інші мови) Platnick & Sedgwick, 1984 — Малайзія;
- Liphistius nabang(інші мови) Yu, F. Zhang & J. X. Zhang, 2021 — Китай;
- Liphistius nawngau(інші мови) Zhan & Xu, 2024 — М'янма;
- Liphistius negara(інші мови) Schwendinger, 2017 — Малайзія;
- Liphistius nesioticus(інші мови) Schwendinger, 1996 — Таїланд;
- Liphistius niphanae(інші мови) Ono, 1988 — Таїланд;
- Liphistius ochraceus(інші мови) Ono & Schwendinger, 1990 — Таїланд;
- Liphistius onoi(інші мови) Schwendinger, 1996 — Таїланд;
- Liphistius ornatus(інші мови) Ono & Schwendinger, 1990 — Таїланд;
- Liphistius owadai(інші мови) Ono & Schwendinger, 1990 — Таїланд;
- Liphistius panching(інші мови) Platnick & Sedgwick, 1984 — Малайзія;
- Liphistius phileion(інші мови) Schwendinger, 1998 — Таїланд;
- Liphistius phuketensis(інші мови) Schwendinger, 1998 — Таїланд;
- Liphistius pilok(інші мови) Tanikawa & Petcharad, 2023 — Таїланд;
- Liphistius pinlaung(інші мови) Aung, Xu, Lwin, Sang, Yu, H. Liu, F. X. Liu & Li, 2019 — М'янма;
- Liphistius platnicki(інші мови) (Schwendinger & Huber, 2022) — М'янма;
- Liphistius priceae(інші мови) Schwendinger, 2017 — Малайзія;
- Liphistius pusohm(інші мови) Schwendinger, 1996 — Таїланд;
- Liphistius pyinoolwin(інші мови) Xu, Yu, Aung, Yu, Liu, Lwin, Sang & Li, 2021 — М'янма;
- Liphistius rostratus(інші мови) Zhan & Xu, 2024 — М'янма;
- Liphistius sayam(інші мови) Schwendinger, 1998 — Таїланд;
- Liphistius schwendingeri(інші мови) Ono, 1988 — Таїланд;
- Liphistius sumatranus(інші мови) Thorell, 1890 — Суматра;
- Liphistius suwat(інші мови) Schwendinger, 1996 — Таїланд;
- Liphistius tanakai(інші мови) Ono & Aung, 2020 — М'янма;
- Liphistius tempurung(інші мови) Platnick, 1997 — Малайзія;
- Liphistius tenuis(інші мови) Schwendinger, 1996 — Таїланд;
- Liphistius thaleri(інші мови) Schwendinger, 2009 — Таїланд;
- Liphistius tham(інші мови) Sedgwick & Schwendinger, 1990 — Таїланд;
- Liphistius thoranie(інші мови) Schwendinger, 1996 — Таїланд;
- Liphistius tioman(інші мови) Platnick & Sedgwick, 1984 — Малайзія;
- Liphistius trang(інші мови) Platnick & Sedgwick, 1984 — Таїланд;
- Liphistius tung(інші мови) Schwendinger, 2022 — М'янма;
- Liphistius yamasakii(інші мови) Ono, 1988 — Таїланд;
- Liphistius yangae(інші мови) Platnick & Sedgwick, 1984 — Таїланд;, Малайзія